# Saint-Lumier-la-Populeuse
Saint-Lumier-la-Populeuse település Franciaországban, Marne megyében. Lakosainak száma 41 fő (2022. január 1.). Saint-Lumier-la-Populeuse Blesme, Maurupt-le-Montois és Scrupt községekkel határos.

## Népesség
A település népessége az elmúlt években az alábbi módon változott:
| Lakosok száma | 48   | 42   | 41   | 29   | 44   | 47   | 49   | 44   | 41   | 41   |
|               | 1968 | 1982 | 1990 | 2006 | 2013 | 2015 | 2017 | 2019 | 2020 | 2022 |